# بخش اسکیئوتو (شهرستان دلاور، اوهایو)
بخش اسکیئوتو (به انگلیسی: Scioto Township) یک منطقهٔ مسکونی در ایالات متحده آمریکا است که در شهرستان دلاویر، اوهایو واقع شده‌است.
 بخش اسکیئوتو ۹۱٫۳ کیلومتر مربع مساحت و ۲٬۹۹۳ نفر جمعیت دارد و ۲۸۷ متر بالاتر از سطح دریا واقع شده‌است.